# Upper Bucklebury
Upper Bucklebury – wieś w Anglii, w hrabstwie Berkshire, w dystrykcie (unitary authority) West Berkshire. Leży 17 km od miasta Reading. W 2015 miejscowość liczyła 983 mieszkańców.